# Eric Ortiz
Eric Ortiz (* 19. Mai 1977 in Mexiko-Stadt, Mexiko) ist ein ehemaliger mexikanischer Boxer im Halbfliegengewicht. 

## Profikarriere
Im Jahre 1999 begann er erfolgreich seine Profikarriere. Am 11. März boxte er gegen Jose Antonio Aguirre um den Weltmeistertitel des Verbandes WBC und siegte durch K. o. Diesen Gürtel verlor er allerdings bereits in seiner ersten Titelverteidigung im September desselben Jahres an Brian Viloria durch Knockout.
Im Jahre 2012 beendete er seine Karriere.